# Samuel Hybbinette
Oscar Samuel "Sam" Hybbinette, född 31 januari 1876 i Österåkers församling, Stockholms län, död 12 februari 1939 i Engelbrekts församling, Stockholm,, var en svensk läkare.
Hybbinette blev medicine licentiat 1904, och efter lasaretts- och privatpraktik i kirurgi 1922 överläkare vid Sabbatsbergs sjukhus kirurgiska avdelning. Hybbinette var en skicklig kirurg men gjorde sig även känd som en ypperlig sångare (tenor) och deltog som sådan i studentsångarturnéer och välgörenhetskonserter. Hybbinette erhöll professors namn år 1936.